# روز پرچم ملی (اوکراین)

روز پرچم ملی (اوکراینی: День Державного Прапора України)، در ۲۳ اوت در اوکراین از سال ۲۰۰۴ جشن گرفته می‌شود. پیش‌تر در کی‌یف، ۲۴ ژوئیه به عنوان روز پرچم ملی شناخته می‌شد. نخستین برافراشتن تشریفاتی پرچم آبی و زرد اوکراینی در دوران امروزی، در ۲۴ ژوئیه ۱۹۹۰ در شورای شهر کی‌یف انجام گرفت، که یک سال و نیم پیش از زمانی بود که این پرچم به عنوان پرچم ملی دولت اوکراین تصویب شود.
از سال ۱۹۹۲، روز استقلال اوکراین در ۲۴ اوت جشن گرفته می‌شود.